# Rug van Tynaarlo
De Rug van Tynaarlo (ook wel: Tynaarlorug) is een smalle hoger gelegen rug in de Nederlandse provincie Drenthe. De rug bevindt zich parallel aan de Hondsrug en de Rolderrug, tussen Tynaarlo en Eelderwolde. Andere dorpen en buurtschappen die zich op de heuvelrug bevinden zijn Yde, Eelde, Paterswolde en Schelfhorst. Ook Hoogkerk ligt nog op een kleine uitloper van de rug.
Het hoogste punt van de Rug van Tynaarlo bevindt zich bij Tynaarlo, op ongeveer 11 meter boven NAP. De rug is, net als de parallelle ruggen, ontstaan in de Saalien, als gevolg van de bewegingsrichting van het landijs. De rug vormt de waterscheiding tussen de Drentsche Aa en het Eelderdiep. Karakteristiek voor de rug zijn de veranderende landschappelijke eigenschappen op de rug zelf. Het contrast tussen het brink- en esdorpenlandschap in het zuiden en de oorspronkelijke karakteristieken van de laagveenontginning in het noorden is groot.